# Разганов, Александр Иванович
Александр Иванович Разганов (род. 6 февраля 1953 д. Пруд, Свенский сельсовет (Славгородский район), Славгородский район, Могилёвская область Белорусская ССР, СССР) — белорусский политик, депутат Палаты представителей Национального собрания Беларуси V созыва.

## Биография
Родился 6 февраля 1953 года в деревне Пруд Славгородского района Могилевской области.
Окончил Белорусскую сельскохозяйственную академию.
Работал мастером охотничьего отряда в колхозе «Зара» Славгородского района, руководитель производственной площадки филиала «Раги», заместитель председателя колхоза «Советская Беларусь», заместитель председателя колхоза «Зара». Заместитель председателя комитета по сельскому хозяйству и продовольствию Могилевского облисполкома, председатель Могилевского райисполкома.
Был депутатом Палаты Представителей Национального Собрания Республики Беларусь 1-го и 4-го созывов, был заместителем председателя Постоянной комиссии по аграрным вопросам.
Он был избран депутатом Межпарламентской ассамблеи Евразийского экономического сообщества, член Комиссии по аграрной политике, природопользованию и экологии.
В 2012—2016 годах депутат Палаты Представителей Национального Собрания Республики Беларусь 5-го созыва.

## Награды
- Орден Почёта (Белоруссия) (21 ноября 2001 года) — за значительный вклад в социально-экономическое развитие республики, создание реальных условий для повышения уровня жизни населения и экономической безопасности страны, добросовестное выполнение служебных обязанностей[2][3].
- Орден Святого Кирилла Туровского[бел.][4].
- Грамота Национального Собрания Республики Беларусь[бел.][5][6].
- Почётная грамота Совета МПА СНГ (19 мая 2016 года, Межпарламентская ассамблея СНГ) — за активное участие в деятельности Межпарламентской Ассамблеи и её органов, вклад в укрепление дружбы между народами государств — участников Содружества Независимых Государств[7].

## Личная жизнь
Женат имеет двух дочерей.